# Септемврийци (филм)
Вижте пояснителната страница за други значения на Септемврийци.
„Септемврийци“ е български игрален филм (драма) от 1954 година на режисьора Захари Жандов.
Създаден е по сценарий на Анжел Вагенщайн, посветен на Септемврийското въстание от 1923 г. Оператор е Васил Холиолчев. Музиката във филма е композирана от Любомир Пипков.

## Актьорски състав
- Аспарух Темелков – Георги Димитров
- Борис Ганчев – Васил Коларов
- Любослав Стефанов – Стефан
- Никола Дадов – Петър
- Иван Братанов – Поп Андрей
- Стефан Пейчев – Пантата
- Георги Попов – Капитан Радев
- Атанас Великов – Георгиев
- Михаил Танев – Бай Йоно
- Христо Динев – Вълков
- Ани Дамянова – Вера
- Димитър Пешев – Русев
- Стефан Сърбов – Статев
- Стефан Савов
- Невена Буюклиева
- Любомир Бобчевски
- Петко Карлуковски
- Кунка Баева
- Цветана Островска
- Борислав Иванов